# Marilia albicornis
Marilia albicornis är en nattsländeart som först beskrevs av Hermann Burmeister 1839.  Marilia albicornis ingår i släktet Marilia och familjen böjrörsnattsländor. Inga underarter finns listade i Catalogue of Life.